# ジェミナル
化学において、ジェミナル (geminal) とは、同じ原子に結合する2つの置換基の関係を指す用語である。接頭辞 gem- は、gem-ジブロミドのように化合物名や化学用語の中で用いられる。
以下の例は、五塩化リンによるシクロヘキシルメチルケトンからgem-ジクロリドへの変換を示したものである。このgem-ジクロリドは塩基を作用させてアルキンへ変換できる。
この用語は核磁気共鳴分光法 (NMR分光法) でよく使われる。原子間の位置関係はカップリングの強弱を決める重要な要因だからである。
関連用語にビシナル (vicinal) があり、こちらは隣接する原子に結合する置換基の関係を指す。